# 4731 Monicagrady
4731 Monicagrady (1981 EE9) là một tiểu hành tinh vành đai chính được phát hiện ngày 1 tháng 3 năm 1981 bởi S. J. Bus ở Đài thiên văn Siding Spring trong khóa học thuộc Khảo sát tiểu hành tinh Schmidt-Caltech vương quốc Anh.